# دانسک داندریج
دانسک داندریج (۱۹ نوامبر ۱۸۵۴ – ۳ ژوئن ۱۹۱۴) شاعر، تاریخ‌نگار و نویسنده باغبانی آمریکاییِ زادهٔ دانمارک بود. در کنار معاصران خود، ویتمن تی. بارب و توماس دان انگلیش، داندریج یکی از شاعران برجستهٔ اواخر قرن نوزدهم در ویرجینیای غربی به‌شمار می‌رفت.
داندریج با ازدواج، نه‌تنها همدلی، تشویق و انتقادی را که نیاز داشت به‌دست‌آورد، بلکه واج‌آرایی‌ای در نام نیز حاصل شد. او از کودکیِ هشت‌ساله‌اش شعر می‌سرود، اما این کودک حساس و مالیخولیایی تا بزرگسالی هیچ‌گاه سراغ شعرهای بلندپروازانه نرفته بود. حتی پس از آن نیز تا چند سال پس از ازدواجش به سرودن چنین اشعاری نپرداخت. آثار او شامل شادی و دیگر اشعار، شفق در جنگل، دلداده در جنگل، رز برِیک و نوشته‌های پراکنده‌ای در نشریات بود.

## سال‌های آغازین و تحصیلات
کارولین «دانسک» بدینگر در ۱۹ نوامبر ۱۸۵۴ در کپنهاگ، دانمارک زاده شد. پدرش، محترم هنری بدینگر، نخستین سفیر ایالات متحده در دانمارک بود که از سوی رئیس‌جمهور بیوکنن منصوب شده بود. او برای نشریه پیام‌آور ادبی جنوب (The Southern Literary Messenger) شعر می‌سرود. مادرش، کارولین لارنس بدینگر (اهل رود آیلند)، نوهٔ الیزا ساوتگیت بون (۱۷۹۷–۱۸۰۲) بود؛ کسی که نامه‌هایش با عنوان «نامه‌های یک دختر جوان از هشتاد سال پیش» تصویری از جامعهٔ نیوانگلند در اوایل سدهٔ ۱۹ ترسیم می‌کرد.

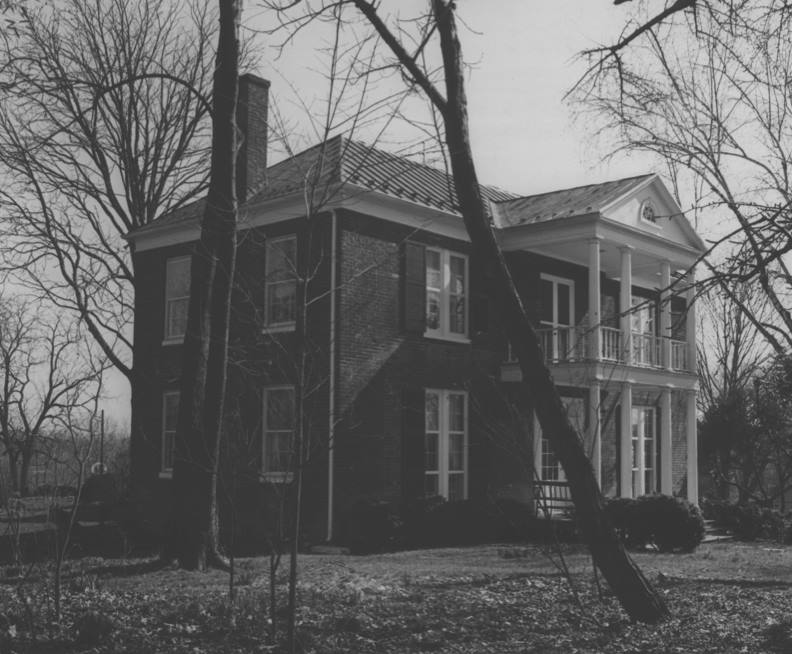
رز برِیک

در سال ۱۸۵۷ او را به ایالات متحده آوردند و خانواده‌اش در فلاشینگ، نیویورک ساکن شد. مرگ آقای بدینگر اندکی پیش از آغاز جنگ داخلی آمریکا رخ داد و بیوه‌اش به‌همراه سه فرزندش ــ که دانسک کوچک‌ترین آن‌ها بود ــ به خانهٔ پدری در شپردزتاون، ویرجینیا بازگشت. در شپردزتاون، مادرش ملکی به نام «پاپلار گرو» را خرید و آن را به «رز برِیک» تغییر نام داد. در همین مکان، خانواده به پرستاری از سربازان زخمی در نبرد آنتیتام پرداخت. مادرش چندان پس از مرگ شوهرش زنده نماند و فرزندان یتیم به سرپرستی پدربزرگشان، محترم جی. دبلیو. لارنس، در فلاشینگ، لانگ آیلند سپرده شدند.
داندریج از سلامت جسمی ضعیف و مزاجی عصبی برخوردار بود. او از سال‌های ابتدایی زندگی آواز می‌خواند و سپس به مطالعهٔ فنون سرایش شعر پرداخت. از کودکی شعرهایی موزون می‌نوشت، اما تا زمانی که آثارش را خام می‌دانست، از انتشار آن‌ها خودداری می‌کرد.

## دوران حرفه‌ای
دانسک در ۳ مه ۱۸۷۷ با آدام استیون داندریج، جونیور ازدواج کرد و آن دو به شپردزتاون بازگشتند. همسرش صاحب فروشگاهی برای ابزار و ماشین‌آلات کشاورزی بود و مانند دانسک، از خانواده‌ای سرشناس در ویرجینیا به‌شمار می‌رفت. خانوادهٔ داندریج صاحب سه فرزند شدند. همسرش ثروتمند نبود و آن‌ها زندگی ساده‌ای در مزرعه‌ای روستایی داشتند. از همین‌رو، داندریج به کتاب‌ها و فرصت‌های فرهنگی ادبی دسترسی نداشت. گاهی حتی فرهنگ‌نامه‌ای در دسترسش نبود و بیماری نیز او را درگیر خود کرده بود.
او در سال ۱۸۸۳ دوباره به سرودن شعر پرداخت و نخستین شعرش با عنوان «داوودی» در سال ۱۸۸۵ در نشریه کتاب خانم گودِی (Godey's Lady's Book) منتشر شد. تقریباً در همین دوران، نام خانهٔ خانوادگی همسرش را در شپردزتاون به «رز برِیک» تغییر داد. در تابستان بعد، شعر «دلداده در جنگل» را برای مجلهٔ ماهانهٔ لیپینکات و «شفق در جنگل» را برای ایندیپندنت نیویورک سرود. او نویسنده‌ای ثابت‌قدم و محبوب برای این نشریه بود و برای مجله‌ها و نشریات مختلف دیگری نیز می‌نوشت. نخستین دفتر شعر او با عنوان شادی و دیگر اشعار در سال ۱۸۸۸ توسط جی. پی. پاتنامز سانز منتشر شد که مجموعه‌ای از اشعار پراکنده‌اش بود و تأثیر قابل‌توجهی بر جای گذاشت. منتقدان در ستایش موسیقی لطیف و هوایی، همدلی حساس با طبیعت، خیال درخشان و دمدمی و لحن روشن و سالم این اشعار هم‌صدا بودند. داندریج هرگز صدای روشن و زلال خود را بی‌دلیل نپایید؛ حتی در اشعاری با لحن اندوهناک، مانند سرودهٔ خیال‌پردازانهٔ «ماه مرده» یا ترانهٔ موجز و پرمفهوم «سرنوشت» که موضوعی انسانی‌تر دارد. درک و بیان او از واقعیت‌های زندگی، نازک و دور از ذهن می‌نمود. این مجموعه همچنین به‌عنوان تلاش نخستِ شیرین و ساده‌ای در ذهن‌ها باقی ماند. هیچ‌یک از شعرها عمیق یا بزرگ نبودند؛ اما بسیاری از آن‌ها از نظر اندیشه و بیان چشم‌گیر بودند و همگی طراوتی لطیف داشتند.
دومین مجموعهٔ اشعار داندریج در سال ۱۸۹۰ منتشر شد. عنوان آن، «رز برِیک»، برگرفته از نام ملک او در شپردزتاون بود. یکی از منتقدان بیان کرد که این مجموعه به‌خوبی تأثیر مثبت نخستین اثرش را تأیید کرد. گفته شد که داندریج در شعر «خیال» درخشیده است؛ در حالی‌که در بیان احساسات کمتر خیالی، آثارش خوب بودند، اما فراتر از حد انتظار نبودند. منتقد دیگری اما معتقد بود که نخستین مجموعهٔ او، شادی و دیگر اشعار، انتظاراتی برانگیخت که مجموعهٔ دوم، رز برِیک، نتوانست برآورده کند. مهارت وزنی و درک طبیعت و حالات لطیف در آن دیده می‌شد، اما آنچه غایب بود، تفسیر عمیق‌تری از زندگی بود که شعر به آن نیاز دارد.
در فاصلهٔ سال‌های ۱۸۹۱ تا ۱۹۰۴، داندریج به نگارش مقاله‌های باغبانی روی آورد و بیش از ۲۰۰ مقاله برای نشریه‌های جنگل، جویبار باغ، جنگل باغبانی و دیگر مجلات نوشت. پس از آن، او وقت خود را وقف نگارش آثاری دربارهٔ تاریخ نخستین سال‌های آمریکا کرد.

## زندگی شخصی
داندریج در رز برِیک، باغی «شگفت‌انگیز» ایجاد کرد و در این کار از باغبانان آفریقایی-آمریکایی، تام و چریتی دوونشایر، کمک گرفت. او زمان زیادی را در ننواش در این باغ می‌گذراند. داندریج سه فرزند داشت، اما مرگ دو تن از آن‌ها موجب شد گوشه‌گیر شود. گمان‌هایی وجود داشت مبنی بر اینکه مرگ او در خانه‌اش در شپردزتاون، در ۳ ژوئن ۱۹۱۴، خودکشی بوده است، اما خانواده این موضوع را رد کردند.